# Józef Tracz
Józef Bronisław Tracz (ur. 1 września 1964 w Żarach) – polski zapaśnik, medalista olimpijski.

## Życiorys
Wicemistrz olimpijski (Barcelona 1992), dwukrotny brązowy medalista w zapasach w stylu klasycznym – w kategorii do 74 kg (Seul 1988, Atlanta 1996), trzykrotny wicemistrz świata (1987 w Clermont-Ferrand, 1993 w Sztokholmie i 1994 w Tampere), 9-krotny mistrz Polski w latach 1987–1988, 1990, 1992–1994 i 1997–1998. Następnie trener (m.in. reprezentacji Polski). Był zawodnikiem LKS Agros Żary i WKS Śląsk Wrocław, trenowany przez Jerzego Adamka. Jego brat, Mieczysław Tracz był także zapaśnikiem.
Ukończył studia trenerskie w Instytucie Kultury Fizycznej poznańskiej AWF w Gorzowie Wielkopolskim.
Jest żołnierzem 2 Wojskowego Oddziału Gospodarczego we Wrocławiu. W tamtejszym Wojskowym Zespole Sportowym pełni funkcję trenera zapasów – jego podopiecznym jest m.in. Damian Janikowski.
W wyborach samorządowych w 2010 bez powodzenia kandydował z ramienia KWW Rafała Dutkiewicza do sejmiku województwa. Jest żonaty (Iwona), ma dwie córki – Judytę i Joannę.

## Odznaczenia
- Krzyż Kawalerski Orderu Odrodzenia Polski – 1996[2]
- Złoty Krzyż Zasługi
- Brązowy Medal "Siły Zbrojne w Służbie Ojczyzny"
- Srebrny Medal "Za zasługi dla obronności kraju"
- Brązowy Medal "Za zasługi dla obronności kraju"